# Vlag van Saba
De vlag van Saba heeft de kleuren rood, wit, blauw en goud(geel). De bovenste helft bestaat uit twee gelijke rode driehoeken; de onderste helft uit twee gelijke blauwe driehoeken. De ruit in het midden is wit en bevat een vijfpuntige gouden ster. Deze kleur is gekozen om de rijkdom van het eiland en de hoop voor een goede toekomst te symboliseren. De ster staat voor het eiland; de kleuren rood, wit en blauw symboliseren de band met Nederland. Rood symboliseert daarnaast moed, eenheid en krachtdadigheid; wit vrede en blauw de zee.

## Geschiedenis
In 1983 werden de eilandgebieden Saba, Sint Maarten en Sint Eustatius gecreëerd. Daarvoor waren de drie eilanden verenigd in één eilandgebied Bovenwindse eilanden. Het nieuwe eilandgebied Saba besloot op 15 oktober 1984 een comité in te stellen dat een vlag, een wapen en een volkslied moest ontwerpen. Voor de vlag ontving men 130 ontwerpen, waaruit er drie geselecteerd werden door het comité. Op 6 december 1985 (Saba Day) werd het ontwerp van de toen 18-jarige Edmond Johnson gekozen en voor het eerst gehesen.